# Gironde-sur-Dropt
Gironde-sur-Dropt é uma comuna francesa na região administrativa da Nova Aquitânia, no departamento da Gironda. Estende-se por uma área de 8,87 km². Em 2010 a comuna tinha 1 312 habitantes (densidade: 147,9 hab./km²).